# Горановци (област Кюстендил)
 За другото българско село с име Горановци вижте Горановци (област Велико Търново).  
Горановци е село в Западна България. То се намира в община Кюстендил, област Кюстендил.

## География
Село Горановци се намира в планински район в географската област Кюстендилско Краище, в долината на река Драговищица, на 21 км северозападно от гр.Кюстендил.
Селото е съставено от махали: Горни и Долни Радован, Пракендака, Щърбечка, Село. Махалата Щърбец след 1956 г. е присъединена към село Ломница.
През годините селото принадлежи към следните административно-териториални единици: Община Перивол (1883 – 1920), Община Горановци (1920 – 1934), Община Перивол (1934 – 1956), Община Драговищица (1956 – 1987), Община Кюстендил (от 1987 г.) 

## Население
| Година    | 1880 | 1900 | 1920 | 1926 | 1934 | 1946 | 1956 | 1965 | 1975 | 1984 | 1992 | 2001 | 2010 |
| Население | 666  | 1015 | 1057 | 1165 | 1183 | 1116 | 760  | 583  | 417  | 289  | 216  | 166  | 113  |

## История
Няма запазени писмени данни за времето на възникване на селото. Останките от антично и късносредновековно селище и некропол свидетелстват, че района е населяван от дълбока древност.
Горановци е старо средновековно селище. В турски списъци на джелепкешаните от 1576 – 77 г. е записано под името Горановец към кааза Ълъджа (Кюстендил).
През 1866 г. селото има 60 домакинства и 469 жители.
В края на XIX век селото има 16121 декара землище, от които 5155 дка гори, 4010 дка ниви, 120 дка естествени ливади и 235 дка овощни и зеленчукови градини и се отглеждат 1302 овце, 351 говеда, 44 кози и 190 коня. Основен поминък на селяните са земеделието (овощия, тютюн, зърнопроизводство) и животновъдството.
През 1868 г. е открито училище, през 1885 г. е построена църквата „Света Троица“.
При избухването на Балканската война един човек от Горановци е доброволец в Македоно-одринското опълчение .
През 1909 г. е учредена Земеделска спестовно-заемна спомагателна каса „Драговищица“. През 1924 г. земеделската каса е преименувана в Кредитна кооперация „Драговищица“. Кооперациата изкупува и търгува с плодове и селскостопонски произведения. През 1939 г. построява кооперативен дом с магазин. През 1948 г. става всестранна кооперация, през 1951 г. – селкооп, през 1960 г. е преименувана в потребителна кооперация „Драговищица“, като към нея се присъединява кооперацията в с. Долно Уйно. През 1978 г. се влива в Потребителна кооперация „Първи май“ – с. Драговищица.
През 1925 г. е учредено читалище „Христо Ботев“.
Селото е електрифицирано през 1940 – 42 г. През 40 – те години на ХХ век се провеждат активни залесителни мероприятия.
През 1950 г. е учредено ТКЗС „Никола Ангелов“, което през 1959 г. се обединява с ТКЗС „Ленин“ – с. Драговищица. През 1960 г. става част от ДЗС-Кюстендил, а от 1979 г. е включено в състава на АПК „Драговищица“.
Главните улици на селото са асфалтирани. Запазени са множество къщи от началото на ХХ век, които се отличават със самобитна архитектура.
В началото на XXI век в резултат на промените в страната след 1989 г. и засилената миграция населението намалява. Училището е ликвидирано. Перспективите за развитие на селото са свързани с овощарството и развитието на селски и църковен туризъм.

## Исторически, културни и природни забележителности
- Средновековна църква „Свети Архангел Михаил“. Църквата се намира на 2 км северно от селото и на 17 км от гр. Кюстендил, вдясно от шосето за село Долно Уйно, на десния бряг на река Драговищица. Представлява малка еднокорабна и едноапсидна църква с дължина 6,85 и ширина 4,35 м., без притвор. Цялата вътрешност на църквата е била изписана. Сега стенописи са запазени само в долната част на стените. Църквата е художествен паметник на културата с категория „национално значение“ (ДВ, бр. 57/1969 г.).
- Църква „Света Троица“. Построена през 1885 г.
- „Бойков хан“ е хан в с. Горановци, построен през 60-те години на XIX век от чорбаджи Бойко – богат търговец на добитък и ханджия. Размери 11 х 35 м. Състои се от приземие с кръчма, дюкян и помещение за добитък (обор), с навес от север. Двураменна стълба от юг води към чардака, стаите за спане и стаята на ханджията. Паметник на културата. Поради незаинтересованост от страна на държавните и общински институции, след повече от 140 годишна история, ханът е в развалини.

- Етнографски музей с. Горановци: етнографска сбирка към читалище „Христо Ботев“. Работно време: целогодишно понеделник – петък: 8,00 – 17,00 ч.; почивни дни: събота и неделя.
- Архитектурен паметник – обелиск на загиналите във войните през 1912 – 1913 г., 1915 – 1918 г. и 1944 – 1945 г.
- Къща музей на Крум Зарев (партизанин).

## Религии
Село Горановци принадлежи в църковно-административно отношение към Софийска епархия, архиерейско наместничество Кюстендил. Населението изповядва източното православие.

## Обществени институции
- Кметско наместничество.
- Читалище „Христо Ботев“ – действащо читалище, регистрирано под номер 2567 в Министерство на Културата на Република България Дейности: библиотека – 4585 тома.

## Личности
Родени в Горановци
- Георги Харалампиев Николов (1912 – 1969), роден в с. Горановци, кмет на Кюстендил (1945 – 1947)
- Джуни Александрова (р. 1939), българска актриса